# Trekka (Automarke)

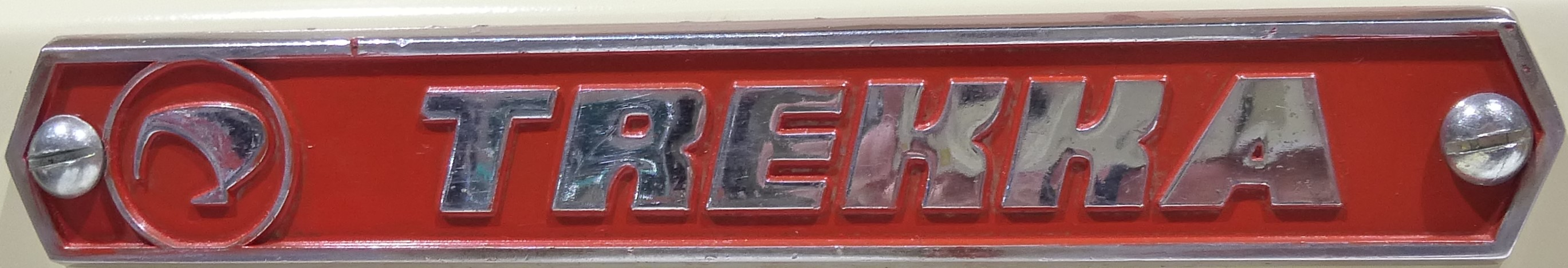
Emblem

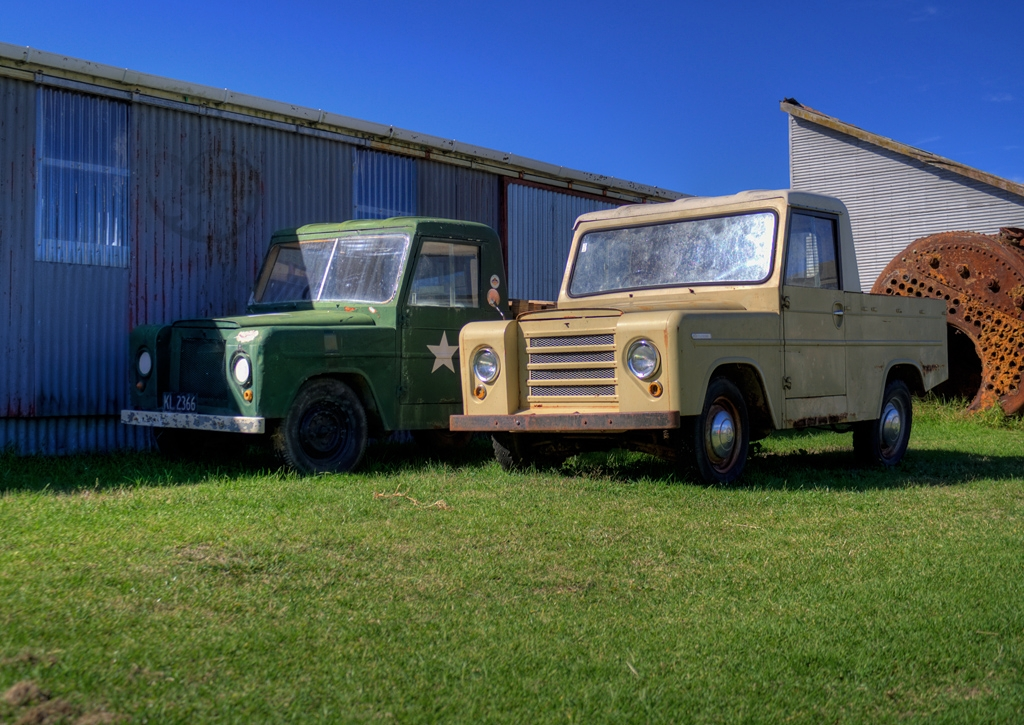
Trekka

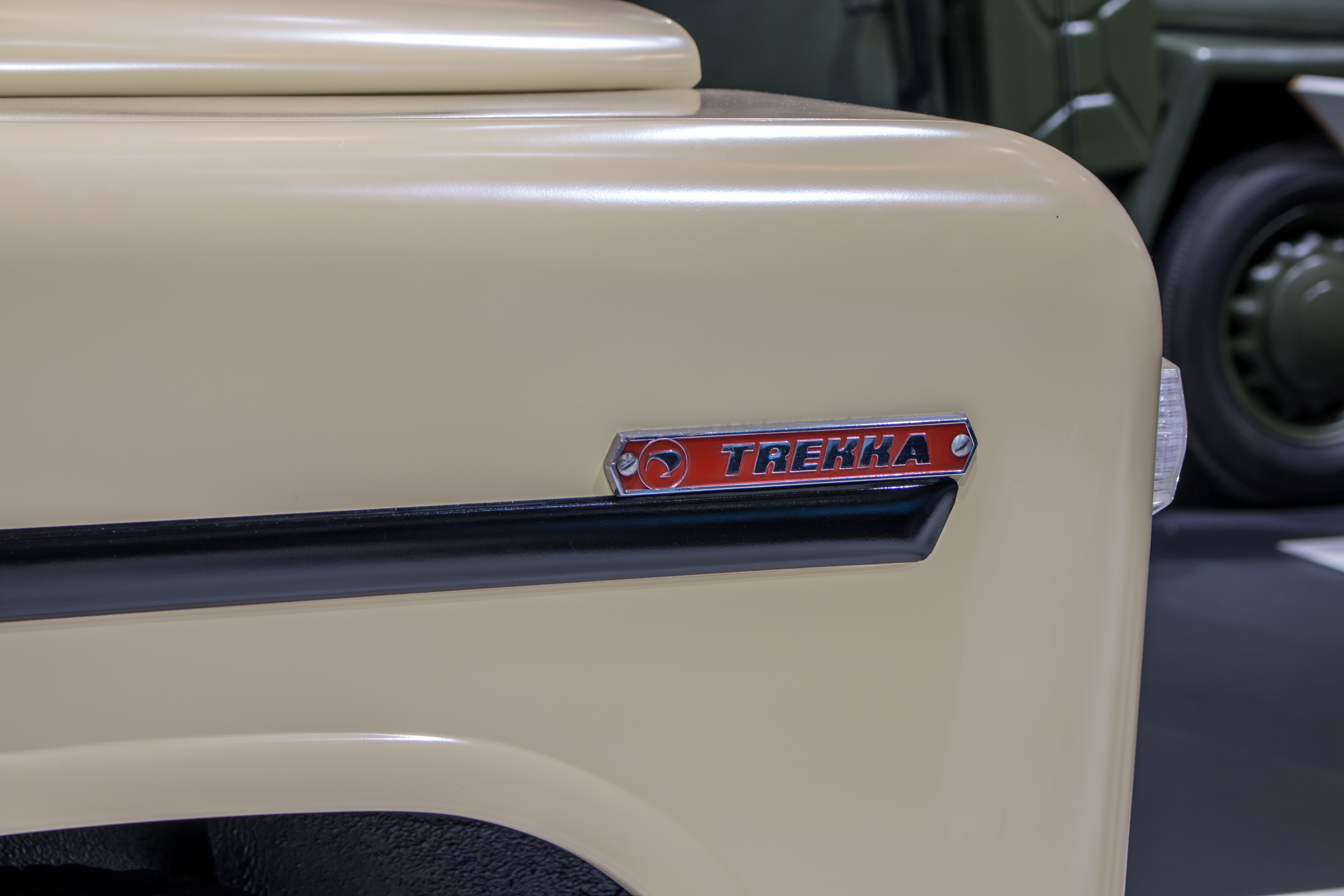
Logo der Marke mit dem Wappenvogel Neuseelands

Trekka war eine neuseeländische Automarke.

## Markengeschichte
Das Unternehmen Motor Lines unter Leitung von Phil Andrews importierte Fahrzeuge von Škoda. Ab 1964 wurde ein Mehrzweckfahrzeug entwickelt. 1966 begann die Produktion. Der Markennamen lautete Trekka. Motor Holdings Group aus Auckland, der Škoda-Fahrzeuge montierte, setzte ab 1967 die Produktion fort. 1973 endete die Produktion. Insgesamt entstanden etwa 2500 Fahrzeuge.

## Fahrzeuge
Das einzige Modell war der Trekka. Er basierte auf dem Fahrgestell des Škoda Octavia. Darauf wurde eine Karosserie aus Stahl montiert. Die Abdeckung oberhalb der Ladefläche bestand wahlweise aus Stoff oder Fiberglas. Der Vierzylindermotor vom Octavia trieb das Fahrzeug an. Er hatte 72 mm Bohrung, 75 mm Hub, 1221 cm³ Hubraum und 35 kW (47 PS) Leistung.